# 栗坂祐輝
栗坂 祐輝（くりさか ゆうき、1978年9月8日 - ）は、放送作家、CMプランナーである。日本脚本家連盟所属。徳島県生まれ、東京都在住。血液型はA型。身長174cm。

## 概要
特技、企画、ネタ作り。出張族の家庭に生まれた。生まれは徳島県、その後福岡県久留米市、東京都大田区下丸子、福井県福井市と点々とし、主に愛媛県松山市で育つ。愛媛県立松山南高等学校卒業。2001年から2003年と3年連続パイロットを目指して航空大学校を受験するも2次試験の身体検査で不合格。
2003年に行われたラジオ番組『放送室』（TOKYO FM）武道館公演を観て番組制作の仕事を志す。2004年に株式会社MNWに入社して『エンタの神様』（日本テレビ）ADとして配属。はなわ、オードリーなどの担当。2005年、はなわと楽屋で一緒に書いた企画書が通り、2年目でディレクターデビュー。2007年4月よりレギュラー化したことをきっかけにフリーの放送作家となった。2006年からはケイダッシュステージのネタ見せ担当作家も開始。
2008年、ネット番組でオードリーと再会して意気投合し、この頃から多く仕事をするようになる。同年の配信番組『鳥居みゆきの社交辞令でハイタッチ』（GyaO）の担当し、GyaOジョッキー内視聴数1位を毎週獲得。
現在、放送作家の他に、CMプランナー、お笑い学校の講師の顔を持つ。お笑い地下格闘技ライブ「笑殺3」の企画・運営もしている。

## 人物・および略歴
- 2003年4月1日、自身のブログ「栗坂ブログ」を開始する。

（以下の項目はいずれもこのブログ内で記載されたもの）
- 実家は徳島県。
- 趣味はファミコン・PCエンジン時代のレトロゲーム。
- ゴルフを始めた。
- 元『エンタの神様』のAD。
- 「エンタ」では、はなわ、オードリーの担当だった。
- 『オードリーのオールナイトニッポン』（ニッポン放送）では春日に「お栗さん」若林に「栗ちゃん」と呼ばれ、しばしばトークに登場する。

### 『鳥居みゆきの社交辞令でハイタッチ』関連略歴
- 自身が構成を担当する『鳥居みゆきの社交辞令でハイタッチ』第6回にて、自分が書いた台本を自ら破り、視聴者に認知される。
- この第6回あたりから、番組中にミニコントを挟むようになる。
- 以前「鳥居みゆきをかわいいと思ったことはない」（下記ブログ炎上事件参照のこと）と発言したが、鳥居が『ロンドンハーツ』（テレビ朝日）内でモデルとなった「女芸人・奇跡の一枚」の写真を、番組携帯サイトからダウンロードしてしまった事を、鳥居と藤井宏和につっこまれた。栗坂本人は「浮世絵に興味があるから・・・」と言い訳をしていた。
- 第21回にはいなかった。そのためこの回ではミニコントがなかった。

## ブログ炎上事件
栗坂が運営するブログ「栗坂ブログ」は2008年7月29日に書かれた「告別式」というタイトルの記事で炎上が起きた。栗坂が観覧した鳥居みゆきの単独ライブの感想について書かれた記事内で、栗坂自身が返したコメント「僕は正直、鳥居さんを見て「かわいい」と思ったこと無いです」に対して、一部の熱狂的な鳥居ファンが激高したためである。後に栗坂が担当する「鳥居みゆきの社交辞令でハイタッチ」第10回および第13回において、番組出演者である鳥居、藤井宏和から、この事件についていじられた。なお、この記事内において、プチ炎上後に栗坂自身は特にコメントを返していない。

## 担当番組

### テレビ
50音順
- 綾小路きみまろTV（BS日テレ）
- いろもん（日本テレビ）[3]
- 内村&さまぁ〜ずの初出しトークバラエティ 笑いダネ（日本テレビ）
- AKB48 ネ申テレビ（ファミリー劇場）[3]
- エンタの神様（日本テレビ）[3]
- オードリー春日のカスカスTV（テレ朝チャンネル）[3]
- おどおどオードリー（フジテレビワンツーネクスト）
- お笑いさぁ〜ん（日本テレビ）[3]
- カイブツ（日本テレビ）
- 輝きYELL!（日本テレビ）
- 神アプリ@（テレビ東京）
- ZIP!（日本テレビ）[3]
- ザ・ドリームマッチ09 真夏の若手芸人祭り!!（TBS）
- ザ・ドリームマッチ2010（TBS）
- 笑点（日本テレビ）[3]
- 笑点 特大号（BS日テレ）[3]
- ザ・マスクド・シンガー (Amazon Prime Video)
- 新型学問 はまる!ツボ学（日本テレビ）[3]
- 世界最強の勇者たち（日本テレビ）
- 世界びっくり旅行社（NHK）[3]
- 走魂（日本テレビ）
- 竹内力、始めました（チャンネルNECO）
- 鳥居みゆきの社交辞令でハイタッチ（GyaO）[3]
- ニッポン創造（日本テレビ）
- パパ、はじめました（BS日テレ） - ドラマ脚本協力
- ピカルの定理（フジテレビ）
- 人志松本の○○な話（フジテレビ）
- HINABINGO!（日本テレビ）
- FUJIFILM SUPER CUP2022 マスコット漫才 （日本テレビ）
- ふたり道〜マル秘テクニックが学べる不思議な教習所〜～（BS日テレ）
- 麻里子姫はアプリがお好き（USTREAM）
- ものまねグランプリ（日本テレビ）[3]
- 桃色探訪〜伝説の風俗〜（チャンネルNECO） - ドラマ企画原案
- 女神のハテナ（日本テレビ）

### YouTube
- はなわチャンネル
- オードリー若林の東京ドームへの道
- マベりまshow（ソニー・ピクチャーズ 映画）

### ラジオ
- オードリーのオールナイトニッポン（ニッポン放送）[3]
- みらいブンカ village「岸洋佑のスタートアップ」（文化放送）

### アニメ
- 進撃!巨人中学校（毎日放送） - 実況パート構成[3]

### DVD
- オードリー DVD（CCRE、2009年7月22日）

### 舞台
- オードリー第2回単独ライブ プレイボーイおばさん
- オードリーセレクションライブ
- ケイダッシュライブ
- 笑殺3
- Hi-Hi第2回単独ライブ「支離滅裂」

## 出演

### 雑誌
- お笑い専門ムック「全方位型お笑いマガジン コメ旬 COMEDY-JUNPO」（キネマ旬報社）[4][5] ※コラム連載
- ダ・ヴィンチ・オードリー特集（2010年12月号）[6]